# أحمد حسن موسى
أحمد حسن موسى هو منافس ألعاب قوى قطري، ولد في 17 يونيو 1981.

## وصلات خارجية
- أحمد حسن موسى على موقع الاتحاد الدولي لألعاب القوى (الإنجليزية)
- أحمد حسن موسى على موقع اللجنة الأولمبية الدولية (الإنجليزية)
- أحمد حسن موسى على موقع أوليمبيديا (الإنجليزية)